# Hylomys megalotis
Hylomys megalotis (довговухий гімнур) — вид ссавців родини їжакових. 
Вид відомий тільки по повідомленнях з Лаоської Народно-Демократичної Республіки. Зібрані зразки були знайдені в вапнякових карстов печерах. Морфологічні особливості, такі як широкі передні лапи товсті кігті, голі задні лапи з великими підошовними подушечками та ін, дозволяють припустити, що це може бути фахівець з проживання у карстових вапняках. 

## Загрози та охорона
Загрози цьому виду не відомі. Цей вид присутній в Кхамуанській вапняковій національній області по збереженню біорізноманіття.